# Siegwart Karbe
Siegwart Karbe es un deportista de la RDA que compitió en piragüismo en la modalidad de aguas tranquilas.
Ganó dos medallas en el Campeonato Mundial de Piragüismo, plata en 1963 y bronce en 1966, y dos medallas en el Campeonato Europeo de Piragüismo, plata en 1963 y oro en 1965.

## Palmarés internacional
| Campeonato Mundial | Campeonato Mundial    | Campeonato Mundial | Campeonato Mundial |
| Año                | Lugar                 | Medalla            | Competición        |
| ------------------ | --------------------- | ------------------ | ------------------ |
| 1963               | Jajce (Yugoslavia)    | Medalla de plata   | K4 10 000 m        |
| 1966               | Berlín Oriental (RDA) | Medalla de bronce  | K4 10 000 m        |
| Campeonato Europeo |                       |                    |                    |
| Año                | Lugar                 | Medalla            | Competición        |
| 1963               | Jajce (Yugoslavia)    | Medalla de plata   | K4 10 000 m        |
| 1965               | Bucarest (Rumania)    | Medalla de oro     | K4 10 000 m        |